# نادي آرهوس لكرة اليد
نادي آرهوس لكرة اليد هو نادي كرة يد في الدنمارك تأسس في سنة 2001. يلعب في الدوري الدنماركي لكرة اليد. تبلغ سعة ملعبه 5001 متفرجا.